# Stephane Omeonga
Stephane Omeonga (Rocourt, 27 maart 1996) is een Belgisch voetballer van Congolese afkomst die doorgaans als middenvelder speelt. Hij verruilde Livingston FC in juli 2023 voor Bne Sachnin.

## Clubcarrière
Omeonga speelde van 2014 tot 2016 deel bij de jeugd van RSC Anderlecht, maar tekende in de zomer van 2016 een contract voor twee seizoenen bij de Italiaanse tweedeklasser US Avellino. Daar maakte hij op 27 augustus 2016 zijn debuut tegen Brescia Calcio. Omeonga kreeg meteen een basisplaats. In zijn eerste seizoen in Italië speelde hij dertig competitiewedstrijden.
Omeonga maakte indruk bij Avellino en slaagde er na amper één seizoen al in om de overstap maken van de Serie B naar de Serie A: Genoa CFC legde 500.000 euro op tafel voor de Belgo-Congolees. Zijn Serie A-debuut maakte hij op 20 augustus 2017 tegen US Sassuolo, waar hij in de 74e minuut mocht invallen voor Goran Pandev. Nadat hij in zijn eerste seizoen redelijk veel aan spelen toekwam slonken zijn speelminuten in het seizoen 2018/19, waarop Genoa hem in januari 2019 tot het einde van het seizoen uitleende aan de Schotse eersteklasser Hibernian FC. In de zomer van 2019 nam Cercle Brugge hem voor één seizoen op huurbasis over, maar al na een half seizoen werd de uitleenbeurt verbroken. Genoa stalde de middenvelder dan maar opnieuw bij Hibernian voor de rest van het seizoen.
In september 2020 maakte Omeonga op definitieve basis de overstap naar Delfino Pescara 1936.

## Interlandcarrière
Omeonga nam met België -21 deel aan het EK –21 van 2019. De middenvelder kwam enkel in actie tijdens de laatste groepswedstrijd tegen Italië, waarin hij na 59 minuten gewisseld werd voor Yari Verschaeren.

## Clubstatistieken
| Seizoen | Club            | Land               | Competitie           | Competitie | Competitie | Beker | Beker | Andere | Andere | Europees | Europees | Totaal | Totaal |
| Seizoen | Club            | Land               | Competitie           | Wed.       | Dlp.       | Wed.  | Dlp.  | Wed.   | Dlp.   | Wed.     | Dlp.     | Wed.   | Dlp.   |
| ------- | --------------- | ------------------ | -------------------- | ---------- | ---------- | ----- | ----- | ------ | ------ | -------- | -------- | ------ | ------ |
| 2016/17 | US Avellino     | Vlag van Italië    | Serie B              | 30         | 0          | 1     | 0     | –      | –      | –        | –        | 31     | 0      |
| 2017/18 | Genoa CFC       | Vlag van Italië    | Serie A              | 19         | 0          | 2     | 0     | –      | –      | 0        | 0        | 21     | 0      |
| 2018/19 | Genoa CFC       | Vlag van Italië    | Serie A              | 3          | 0          | 1     | 0     | –      | –      | –        | –        | 4      | 0      |
| 2018/19 | → Hibernian FC  | Vlag van Schotland | Scottish Premiership | 15         | 0          | 2     | 0     | –      | –      | 0        | 0        | 17     | 0      |
| 2019/20 | → Cercle Brugge | Vlag van België    | Jupiler Pro League   | 3          | 0          | 1     | 0     | –      | –      | –        | –        | 4      | 0      |
| 2019/20 | → Hibernian FC  | Vlag van Schotland | Scottish Premiership | 8          | 0          | 2     | 1     | –      | –      | –        | –        | 10     | 1      |
| 2020/21 | Pescara         | Vlag van Italië    | Serie B              | 24         | 0          | 1     | 0     | –      | –      | –        | –        | 25     | 0      |
| 2021/22 | Livingston FC   | Vlag van Schotland | Scottish Premiership | 27         | 0          | 3     | 0     | –      | –      | –        | –        | 30     | 0      |
| 2022/23 | Livingston FC   | Vlag van Schotland | Scottish Premiership | 30         | 0          | 3     | 0     | –      | –      | –        | –        | 33     | 0      |
| 2023/24 | Bne Sachnin     | Vlag van Israël    | Ligat Ha'Al          | 18         | 1          | 1     | 0     | –      | –      | –        | –        | 19     | 1      |
| Totaal  | Totaal          | Totaal             | Totaal               | 177        | 1          | 17    | 1     | 0      | 0      | 0        | 0        | 194    | 2      |

Bijgewerkt op 30 september 2020.